# Euoplocephalus
Euplocephalus ("velpansret hoved") var en ankylosaur fra Sen Kridt. Den havde pigge på ryggen og en tung halekølle, der bestod af to benede klumper.
| Dyr | Spire Denne artikel om dyr er en spire som bør udbygges. Du er velkommen til at hjælpe Wikipedia ved at udvide den. |

- Wikimedia Commons har flere filer relateret til Euoplocephalus